# Ruilopezia viridis
Ruilopezia viridis là một loài thực vật có hoa trong họ Cúc. Loài này được (Aristeg.) Cuatrec. miêu tả khoa học đầu tiên năm 1976.